# شلالات الاكالا

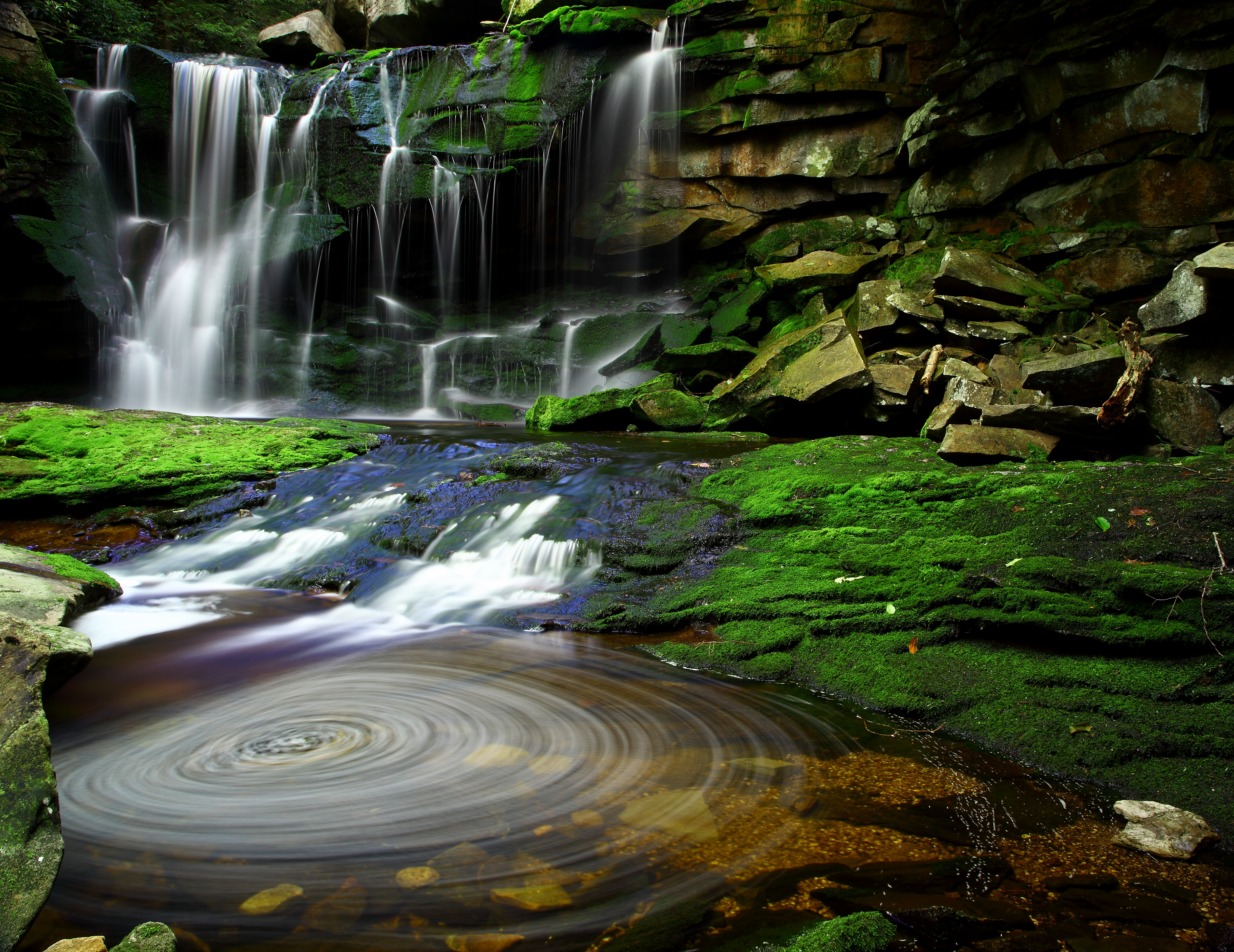
شلالات الاكالا

شلالات الأكالا هي سلسلة من أربعة شلالات ينحدر إلى وادي بلاك ووتر في فيرجينا الغربية. يحظى الشلال بشعبية بين المصورين مع سهولة الوصول للشلال الأول مقارنة بالبقية التي يصعب الوصول إليها ولا توجد لوحات إرشادية للوصول إليها.